# 古什布格瓦克国家公园
古什布格瓦克国家公园（英語：Kouchibouguac National Park）是一座位于加拿大紐賓士域省的国家公园。